# Роккаскаленья
Роккаскаленья (итал. Roccascalegna) — коммуна в Италии, располагается в регионе Абруццо, в провинции Кьети.
Население составляет 1401 человек (2008 г.), плотность населения составляет 64 чел./км². Занимает площадь 22 км². Почтовый индекс — 66040. Телефонный код — 0872.
Покровителями коммуны почитаются святые целители безмездные Косма и Дамиан, празднование 27 сентября.

## Демография
Динамика населения:

## Администрация коммуны
- Официальный сайт: http://www.comunediroccascalegna.it/